# Méson êta bottom
Un méson êta B (bottom) est un bottomonium, c'est-à-dire la liaison d'un quark bottom et d'un antiquark bottom. C'est la plus légère particule contenant un quark bottom et un antiquark bottom. Il a été découvert lors de l'expérience BaBar du SLAC en 2008.